# Těšice (Nezamyslice)
Osada Těšice je součástí městyse Nezamyslice. S Nezamyslicemi je obec spojena od roku 1960.

## Historie

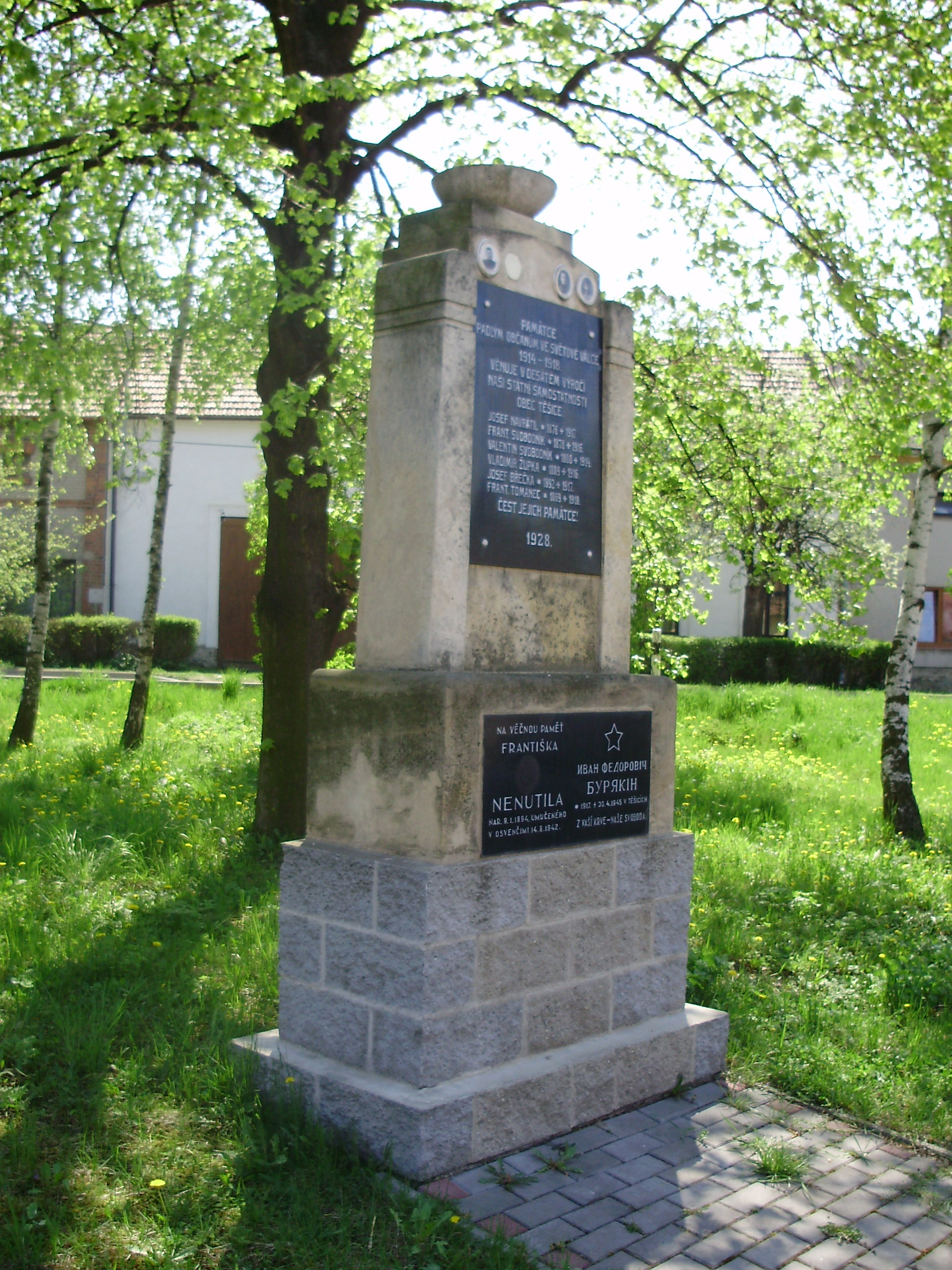
Pomník památce padlých v první světové válce

První písemná zmínka o obci Těšice je z roku 1274.

## Obyvatelstvo

### Struktura
Vývoj počtu obyvatel za celou obec i za jeho jednotlivé části uvádí tabulka níže, ve které se zobrazuje i příslušnost jednotlivých částí k obci či následné odtržení.
| Místní části   | Místní části | 1869 | 1880 | 1890 | 1900 | 1910 | 1921 | 1930 | 1950 | 1961 | 1970 | 1980 | 1991 | 2001 | 2011 |
| -------------- | ------------ | ---- | ---- | ---- | ---- | ---- | ---- | ---- | ---- | ---- | ---- | ---- | ---- | ---- | ---- |
| Počet obyvatel | část Těšice  | 194  | 212  | 195  | 200  | 215  | 213  | 218  | 149  | 143  | 148  | 101  | 78   | 68   | 75   |
| Počet domů     | část Těšice  | 36   | 43   | 45   | 43   | 44   | 46   | 48   | 49   | 0    | 48   | 43   | 47   | 49   | 50   |

## Památky a turistické zajímavosti
- Kaplička a kamenný kříž na návsi
- Boží muka
- Pomník padlých v 1. světové válce